# مدرهة
المدرهة هي لُعبة مُنتشرة في صنعاء القديمة وبعض المناطق الأخرى في اليمن، تبدأ مطلع شهر ذي الحجة، حيث تُنصب المدرهة، أو الأرجوحة المصنوعة من أشجار الرمان، في فناء المنازل، أو في الأزقة. وترمز إلى كيفية استعدادات الحجّاج اليمنيين للسفر إلى الحج حتى عودتهم، وما يتخللها من عادات وتقاليد متوارثة منذ مئات السنين لوداعهم واستقبالهم.
المدرهة في ظاهرها لعبة شعبية، لكنّ لها بعدًا دينيًّا وآخرَ اجتماعيًّا تجسدهما كلمات الأهازيج المصاحِبة وطبيعة المشاركة فيها، فالبعد الديني يتجلى بتعظيم فريضة الحج ومباركة الساعين لتأديتها.
بينما يُجسَّد البعد الاجتماعي في الترابط الأسري والمجتمعي الذي تعكسه طبيعة المشاركة في هذه الاحتفالية الشعبية، والتي تتيح لكل فئات المجتمع، أطفالًا ونساء، المشاركة فيها، وَفق تنظيم وقتي محدد، بحيث تشارك النساء والأطفال في النهار، في حين يشارك الرجال في المساء.

## تاريخ المدرهة
يعود تاريخ المدرهة إلى ما قبل 1200 عام، وذكر كتاب السلوك لمؤلفه بهاء الجندي، أنّ المدرهة شيء اعتاد أهل اليمن عليها منذ ذلك الوقت الذي ذهب ليحج أول حجة– لعله يقصد الحج الإبراهيمي، كما تعتبر هذه العادة شائعة في صنعاء وخارجها وفي كثير من المدن اليمنية، بدليل أنّ والي عدن الملقب بالجزري، نصب مدرهة للسلطان الرسولي المظفر علي بن عمر عندما ذهب إلى الحج سنة 659هـ، وقلده في ذلك أغلب أعيان عدن في ذلك الوقت.
في السياق، يقول خالد غانم، الأستاذ في كلية الآداب - جامعة صنعاء، لـ"خيوط"، إنّ المدرهة تراث شعبي قديم يعود تاريخها إلى ما يقارب 1200 عام، ويتم ممارستها في صنعاء وعدن، لكنها منتشرة بشكل أكبر في صنعاء ومرتبطة بموسم الحج، حيث تعتبر فعالية دينية تراثية وثقافية.
تعد الأهازيج والأناشيد من أهم الطقوس التي تصاحب المدرهة، ويغلب على النص الشعري الخاص بها الشجن والحزن وتغنى بأبيات عفوية ونغم مؤثر.